# 维多利亚·帕夫洛维奇
维多利亚·弗拉基米罗芙娜·帕夫洛维奇（羅馬化：Viktoriya Vladimirovna Pavlovich，1978年5月8日—），生于苏联时期明斯克市，白俄羅斯女子乒乓球運動員，目前為土耳其的費內巴切俱樂部效力。雙胞胎姊妹Veronika Pavlovich也同樣是乒乓球運動員。
她曾獲得兩屆歐洲乒乓球錦標賽單打冠軍，以及一座雙打冠軍。

## 主要比賽最佳成績

### 單打
- 奧運會：十六強（2004年、2012年）
- 世界錦標賽：半準決賽（2005年）
- 世界盃：五至八名（2004年、2006年、2012年）
- 歐洲錦標賽：冠軍（2010年、2012年）
- Europe Top-12：亞軍（2011年）
- 世界巡迴賽：冠軍（2008年白俄羅斯公開賽、2013年捷克公開賽）
- 世界巡迴賽年終賽：準決賽（2013年）

### 雙打
- 奧運會：十六強（2000年）
- 世界錦標賽：十六強（1999年、2003年）
- 歐洲錦標賽：冠軍（2007年）
- 世界巡迴賽：冠軍（2004年丹麥公開賽、2010年斯洛維尼亞公開賽）
- 世界巡迴賽年終賽：半準決賽（2004年、2010年）
- 歐洲青年錦標賽：冠軍（1994年、1995年）

### 混雙
- 世界錦標賽：半準決賽（2011年）
- 歐洲錦標賽：亞軍（2003年、2005年、2009年）

### 團體
- 世界錦標賽：準決賽（2006年）
- 世界團體錦標賽：第七名（2007年）
- 歐洲錦標賽：季軍（2010年、2011年）
- 世界巡迴賽：冠軍（2008年白俄羅斯公開賽）